# ويليام بي جيمس
ويليام بي جيمس (بالإنجليزية: William P. James)‏ هو محامي وقاضي أمريكي، ولد في 10 يناير 1870 في بوفالو في الولايات المتحدة، وتوفي في 28 يوليو 1940.